# Conchita Bautista
Conchita Bautista (eigentl.: María Concepción Bautista Fernández, * 27. Oktober 1936 in Sevilla) ist eine spanische Sängerin und Schauspielerin.

## Leben und Wirken
In jungen Jahren kam sie von ihrer Heimat Andalusien nach Madrid, wo sie sich rasch als Schauspielerin und Sängerin etablieren konnte. Ihre Interpretationen andalusischer Musik brachten ihr einen Plattenvertrag bei Columbia Records Spain ein.
Sie konnte aus der spanischen Vorauswahl zum Grand Prix Eurovision 1961 als Siegerin hervorgehen und belegte beim Wettbewerb in Cannes mit ihrem Titel Estando Contigo dann den neunten Platz. Estando Contigo war der erste Beitrag Spaniens überhaupt in der Geschichte des Wettbewerbes. Im Jahr 1965 war sie ebenfalls beim Eurovision Song Contest, diesmal in Neapel. Dort bekam sie für ihren Titel Qué bueno, qué bueno keinen Punkt und wurde wie Deutschland, Belgien und Finnland Letzte.
In ihrem weiteren Leben hatte sie eine Vielzahl kleinerer Rollen und Gesangsauftritte im spanischen Fernsehen.